# اچ‌دی ۱۷۲۰۴۴
اچ‌دی ۱۷۲۰۴۴ یک ستاره است که در صورت فلکی شلیاق قرار دارد.